# الساندرو پولیدوری
الساندرو پولیدوری (انگلیسی: Alessandro Polidori؛ زادهٔ ۲۴ فوریهٔ ۱۹۹۲) بازیکن فوتبال اهل ایتالیا است.
از باشگاه‌هایی که در آن بازی کرده‌است می‌توان به باشگاه فوتبال پرو ورچلی و باشگاه فوتبال اتلتیکو آرتزو اشاره کرد.